# (35286) Takaoakihiro
(35286) Takaoakihiro est un astéroïde de la ceinture principale.

## Description
(35286) Takaoakihiro est un astéroïde de la ceinture principale. Il fut découvert le 14 octobre 1996 à Yatsuka (en) par Hiroshi Abe. Il présente une orbite caractérisée par un demi-grand axe de 2,64 UA, une excentricité de 0,16 et une inclinaison de 13,0° par rapport à l'écliptique.

## Compléments